# Raffaella Carrà
Raffaella Roberta Pelloni, conhecida por Raffaella Carrà [raffaˈɛlla karˈra] ou La Carrà (Bolonha, 18 de junho de 1943 – Roma, 5 de julho de 2021), foi uma apresentadora de TV, entrevistadora, atriz, show-girl e cantora italiana.

## Biografia
Raffaella Carrà nasceu em Bolonha, mas passou a infância em Bellaria-Igea Marina, província de Rimini. Quando tinha apenas oito anos, deixou a Riviera Romagnola para continuar os seus estudos em Roma, primeiro na Academia Nacional de Dança, fundada pela bailarina russa Jia Ruskaja, depois no Centro Experimental de Cinematografia.
A sua carreira cinematográfica começou muito cedo, no início dos anos 50, participando como actriz infantil, aos oito anos de idade, no filme Tormento del passato (1952), de Mario Bonnard, um melodrama que provoca lágrimas (um género muito amado pelo público italiano da época) no qual interpretou a personagem infantil de Graziella. Entre 1958 e 1959 participou, com pequenos papéis, em três outros filmes.
Em 1960, formou-se no Centro Experimental de Cinematografia; no mesmo ano, participou nos filmes La lunga notte del 43' de Florestano Vancini e Il peccato degli anni verdi de Leopoldo Trieste. Ao mesmo tempo, começou também a trabalhar no teatro, com a companhia Carli-Pilotto. Depois de uma entrevista na rádio, onde foi encarregada por Luciano Rispoli de produzir e apresentar o programa Raffaella col microfono a tracolla, em meados de 1962 o director Stefano De Stefani escolheu-a como assistente de Lelio Luttazzi para o programa Il Paroliere questo sconosciuto.
Em 1960, fez uma audição para o papel de Rosetta (a filha da protagonista Cesira, interpretada por Sophia Loren) no filme La ciociara de Vittorio De Sica, mas foi rejeitada por ser considerada demasiado madura para o papel (mais tarde dada à actriz ítalo-americana Eleonora Brown).
Participou depois noutros filmes, incluindo I compagni (1963) de Mario Monicelli e o filme Von Ryan's Express (1965) de Mark Robson, onde tinha Frank Sinatra como seu parceiro. Em 1964 actuou no original para televisão La figlia dell'oca bianca (A filha do ganso branco) escrita por Edoardo Anton para o programa Vivere insieme do Rai, dirigido por Ugo Sciascia[15]. Em 1965, representou a parte de Costanza De Mauriac no guião de televisão Scaramouche, com Domenico Modugno.
Nos anos sessenta, as crónicas cor-de-rosa abordavam-na frequentemente pela sua relação com o futebolista da Juventus Gino Stacchini, que durou oito anos.
A 3 de março de 1967, foi transmitido no Programa Nacional Tutto per bene, o filme televisivo baseado no romance com o mesmo nome de Pirandello.
Em janeiro de 1968, esteve na realização de uma emissão especial na segunda rede, intitulada Tempo di samba. Em Junho do mesmo ano, participou na série Processo di Famiglia da RAI, de Diego Fabbri e, no final do ano seguinte, esteve presente na série Il sorriso della gioconda.
Na temporada 1969-1970, consegue sucesso televisivo com o espetáculo Io Agata e tu, no qual Carrà mostra-se precursora de um novo estilo de comandar programas de TV.
Nos anos 70, suas músicas fazem sucesso na Espanha, onde ganhou destaque na TVE. Também na década de 70 começa uma saga por vários programas transmitidos aos sábados pela TV italiana: em 1978, apresenta na TV um programa de variedades chamado Ma che sera; em 1981, Millemilioni; e em 1982, Fantastico 3 com Gigi Sabani.
Na década de 80, ainda apresenta Buonasera Raffaella e Domenica In. Entre 1983 e 1985 apresenta sozinha o vespertino Pronto, Raffaella?, programa que faria enorme sucesso e daria ela o prêmio de destaque feminino da tv europeia, concedido pela European TV Magazines Association. Em 1989, retorna a RAI e três anos mais tarde volta a trabalhar na Espanha, na TVE. Ela gravou uma versão de "Lança Perfume", da rainha do rock Rita Lee, chamada "Spera, Aspetta e Spera" em seu disco "Fatalità".
Em 1995, volta à Itália, dessa vez com o programa Carràmba! Che sorpresa, seu sucesso mais clamoroso, com alcance de 30% de share na TV italiana. Dois anos depois, atuaria como protagonista na minissérie Mamma per caso.
Em 2001, faz a apresentação da 51ª edição do Festival de Sanremo.
Em 2004, apresenta o programa Sogni e em 2006 Amore.
Em 2006, Tiziano Ferro lança o álbum Nessuno è solo com a música "Raffaella è mia", dedicada a ela, que participa do clipe.
Em 2008, volta a ser chamada pela TVE. Em setembro daquele ano, apresenta Carràmba! Che fortuna, ligado à loteria italiana.
Em 2013, torna-se jurada do The Voice Italia.
Em junho de 2013, lança o disco Replay.
A cantora, dançarina, atriz, coreógrafa e apresentadora da televisão italiana Raffaella Carrá faleceu aos 78 anos, em 5 de julho de 2021.

## Discografia
- Raffaella (1970)
- Raffaella Carrà (1971)
- Raffaella... Senzarespiro (1972)
- Scatola a Sorpresa (1973)
- Milleluci (1974)
- Felicità tà tà (1974)
- Il meglio di Raffaella Carrà1975)
- Forte Forte Forte (1976)
- I successi di Raffaella Carrà(1977)
- Fiesta (1977)
- Ritratto di... Raffaella Carrà (1977)
- Carrà Sera (1978)
- Raffaella (1978)
- Applauso (1979)
- Mi Spendo Tutto (1980)
- Raffaella Carrà (1982), em dueto com Franco Bracardi
- Fantastica! (1982)
- Fatalità (1983)
- Bolero (1984)
- Pronto... Raffaella? (1984)
- Fidati (1985)
- Curiosità (1986)
- I Grandi Successi di Raffaella Carrà (1987)
- Raffaella (1988)
- Parti di Me (1988)
- Mi Spendo Tutto (1990)
- Inviato Speciale (1990)
- Raffaella Carrà (1991)
- I Miei Successi (1993)
- I Successi di Raffaella Carrà (1994)
- Fantastica Carrà (1996)
- Carramba che Rumba (1996)
- Gli Anni d'Oro (1997)
- Raffaella Carrà (1997)
- Raffaella Carrà (1998)
- Raffaella Carrà (1998)
- Fiesta/I Grandi Successi (1999)
- Tutto Carrà (1990)
- Raffaella Carrà (2000)
- I Grandi Successi Originali (2000)
- Fiesta/I Grandi Successi (2001)
- Raffaella (2001)
- Tutto Carrà (2001)
- Raffaella Carrà (2001)
- Raffaella... Senzarespiro (2001)
- Raffaella Carrà (2001)
- Raffaella Carrà (2005)
- Raffaella Carrà (2006)
- Raffica (2007)
- Raffica (2008)
- Far L'amore Comincia Tu (Remix) (Bob Sinclair e Raffaela Carrà) (2011)
- Replay (Raffaela Carrà) (2013)